# كاي إيسيل
كاي إيسيل (بالألمانية: Kai Eisele) هو لاعب كرة قدم ألماني في مركز حراسة المرمى، ولد في 25 يونيو 1995 في Friesenheim (Baden-Württemberg) ‏ في ألمانيا. لعب مع هانزا روستوك.

## وصلات خارجية
- كاي إيسيل على موقع قاعدة بيانات كرة القدم.إي يو (الإنجليزية)
- كاي إيسيل على موقع بيانات كرة القدم. دي إي (الألمانية)
- كاي إيسيل على موقع عالم كرة القدم.نت (الإنجليزية)